# Everything in Its Right Place
Everything in Its Right Place è un brano della band inglese Radiohead. È la prima traccia del loro quarto album in studio Kid A. La canzone venne suonata da tanti artisti in diverse versioni, è stata presentata massicciamente nella setlist dei Radiohead e ricevette giudizi positivi dai critici.

## Contesto
In seguito al successo critico e commerciale del loro terzo album in studio OK Computer, i membri della band cominciarono a soffrire di sindrome da burnout, e Thom Yorke  ebbe un crollo mentale. Cominciò ad avere il blocco dello scrittore e disse di essere diventato disilluso nei confronti della musica rock. Ascoltava quasi esclusivamente musica elettronica di artisti dell'etichetta Warp, per esempio Aphex Twin e Autechre, dicendo: "È stato tonificante, perché le musiche erano tutta struttura e senza voci umane. Ma mi sentii emozionato, come non mi era mai successo con la musica per chitarra".
Yorke fece costruire una casa in Cornovaglia e trascorse il suo tempo camminando per le rupi e disegnando, restringendo la sua attività musicale al solo pianoforte, che aveva di recente comprato. "Everything in It's Right Place" è stata la prima canzone che scrisse al pianoforte, seguita da "Pyramid Song" (pubblicata poi nell'album successivo Amnesiac). Disse: "Ho comprato un pianoforte per la mia casa, uno adatto, un mezza coda. E questa è stata la prima cosa che ho scritto con questo pianoforte. E sono un pianista così di merda. Ricordo una frase di Tom Waits di qualche anno fa, riguardo al fatto che ciò che lo faceva andare avanti come cantautore era la sua completa ignoranza riguardo agli strumenti che sta usando. Così ogni cosa è una novità. Ecco una delle ragioni per cui volevo utilizzare sintetizzatori e computer: perché non capivo come cazzo funzionavano. Non avevo alcuna idea di che cosa volesse dire ADSR".
Il produttore Nigel Godrich accolse con indifferenza la versione per pianoforte di "Everything in its Right Place". Una notte, lui e Yorke suonarono il brano al sintetizzatore e Godrich manipolò la registrazione in Pro Tools. Stando al chitarrista Jonny Greenwood, il brano fu un punto di svolta nella realizzazione di Kid A: "Sapevamo che doveva essere la prima canzone, e solo ogni cosa gli seguì dopo". Disse che era stata la prima volta in cui i Radiohead si erano sentiti felici nel lasciare la canzone "scarsa", invece di "strisciare in cima a quello che è una bella canzone o un bellissimo suono, e nascondendolo, camuffandolo nel caso in cui non fosse bella abbastanza".

## Composizione e testo
Everything in its Right Place è un brano di musica elettronica caratterizzato da un sintetizzatore e da una drum machine. Le parti vocali di Yorke presenti nella traccia sono alterate da effetti digitali. La canzone presenta una progressione armonica con un grande accordo di armonia dissonante, che, combinata con gli effetti vocali bizzarri e suoni incomprensibili, dà al brano un sentimento nefasto. Altra caratteristica peculiare è la sua unione di un tempo insolito (10/4) con un ritmo dance/house.
Il compositore minimalista Steve Reich, che reinterpretò la canzone per il suo album Radio Rewrite, parlò di "Everything in its Right Place":

## Remix e altre versioni
Everything in Its Right Place ha avuto diverse cover da diversi artisti. Remix club vennero creati da Paul Oakenfold e Josh Wink, tra altri. Il pianista classico Christopher O'Riley e i pianisti jazz Brad Mehldau e Michael Wolff hanno entrambi registrato interpretazioni nei loro propri stili. Il pianista jazz Robert Glasper ha registrato delle versioni unite con il brano "Maiden Voyage" di Herbie Hancock in due occasioni separate. La band hip-hop The Roots lo ha suonato dal vivo in vari momenti con Bilal o Osunlade, di cui quest'ultimo contribuì alla propria versione dance con Erro (Eric Roberson) in un album di tributo ai Radiohead nel 2006. Anomie Belle eseguì regolarmente il brano dal vivo, e più tardi registrò una versione "bjorkesca", profondamente stratificata con voci sensuali, come b-side.
Il produttore americano Pretty Lights ne rilasciò un mashup assieme ai Nine Inch Nails e Nirvana nel 2011.
Thom Yorke stesso ha cambiato il brano suonandolo dal vivo occasionalmente al pianoforte in sessioni per stazioni radio e per il Bridge School Benefit di Neil Young nel 2002, rimuovendo la sonorità elettronica ed enfatizzando la melodia accattivante. Un Remix di UNKLE può essere trovato nell'UNKLE DJ Soundscape mix Do Androids Dream of Electric Beats?.
I Scala & Kolacny Brothers hanno fatto una cover nel loro album "It all leads to this".
Il produttore e disc jockey britannico SBTRKT campionò la canzone nella sua traccia "Right Place", che venne rilasciata come download gratuito dal suo blog musicale RCRD LBL.
Nel 2009 il gruppo vocale a cappella Sonos registrò una versione usando solo le loro voci.
Assieme a "Jigsaw Falling into Place", ispirò l'opera strumentale del compositore di musica classica contemporanea Steve Reich, ovvero Radio Rewrite. Reich descrive "Everything" come "un brano molto ricco. È semplice e complesso allo stesso tempo."

## Nella cultura di massa
Everything in Its Right Place è stato il brano di apertura del planetario psichedelico SonicVision, organizzato da Moby. Viene suonato all'inizio, come se i visitatori entrassero in una navicella spaziale e vengono lanciati nelle stelle
La canzone è presente all'inizio del film Vanilla Sky. Il regista Cameron Crowe e il suo cast rimasero innamorati di Kid A durante le riprese e la riprodussero per entrare nel personaggio. Venne usato anche nella scena iniziale di Veronika Decides to Die, così come nel trailer del film drammatico Anonymous. In vari siti di file sharing, versioni download di questa canzone possono venire trovate erroneamente attribuite alla band Pinback. Il brano venne usato nel sesto episodio della terza stagione di Nip/Tuck in una scena in cui si vedono i chirurghi mettere assieme due corpi morti. Venne usato una volta nel videogioco The Stanley Parable. La canzone venne utilizzata anche nel documentario The Business of Being Born.  Inoltre, venne utilizzata nel trailer del film The Accountant. Il brano, in una versione solo pianoforte eseguita da Katia Làbeque, è anche utilizzato nelle scene finali del film The unforgivable.